# Dactylopisthes
Dactylopisthes és un gènere d'aranyes araneomorfes de la subfamília Erigoninae, dins de la família Linyphiidae.
Fou descrit per primera vegada per Eugène Louis Simon l'any 1884.
Es poden trobar un total de deu espècies a la zona holàrtica.
És sinònim de Scytiella Georgescu, 1976

## Llista d'espècies
Segons The World Spider Catalog 12.0:
- Dactylopisthes digiticeps (Simon, 1881) (Espècie tipus)
- Dactylopisthes diphyus (Heimer, 1987)
- Dactylopisthes locketi (Tanasevitch, 1983)
- Dactylopisthes mirabilis (Tanasevitch, 1985)
- Dactylopisthes mirificus (Georgescu, 1976)
- Dactylopisthes vídeo (Chamberlin & Ivie, 1947)